# Sergio Ernesto Gutiérrez Villanueva
Sergio Ernesto Gutiérrez Villanueva es un político mexicano, miembro del Partido de la Revolución Democrática. Nació el 26 de diciembre de 1958. Es licenciado en Agronomía Zootecnista y maestro Economía y Desarrollo Regional. Fue director general de Estrategias Económicas y director general de Planeación en el gobierno de Tamaulipas. Fue secretario del Campo en el gobierno de Chiapas y secretario de planeación en el gobierno municipal de Tuxtla Gutiérrez. Fue director del Instituto de Estudios Superiores de Chiapas. Actualmente es diputado federal en la LXI Legislatura del Congreso de la Unión de México por el X Distrito Electoral Federal del Distrito Federal. 